# U-Bahnhof Habichtstraße

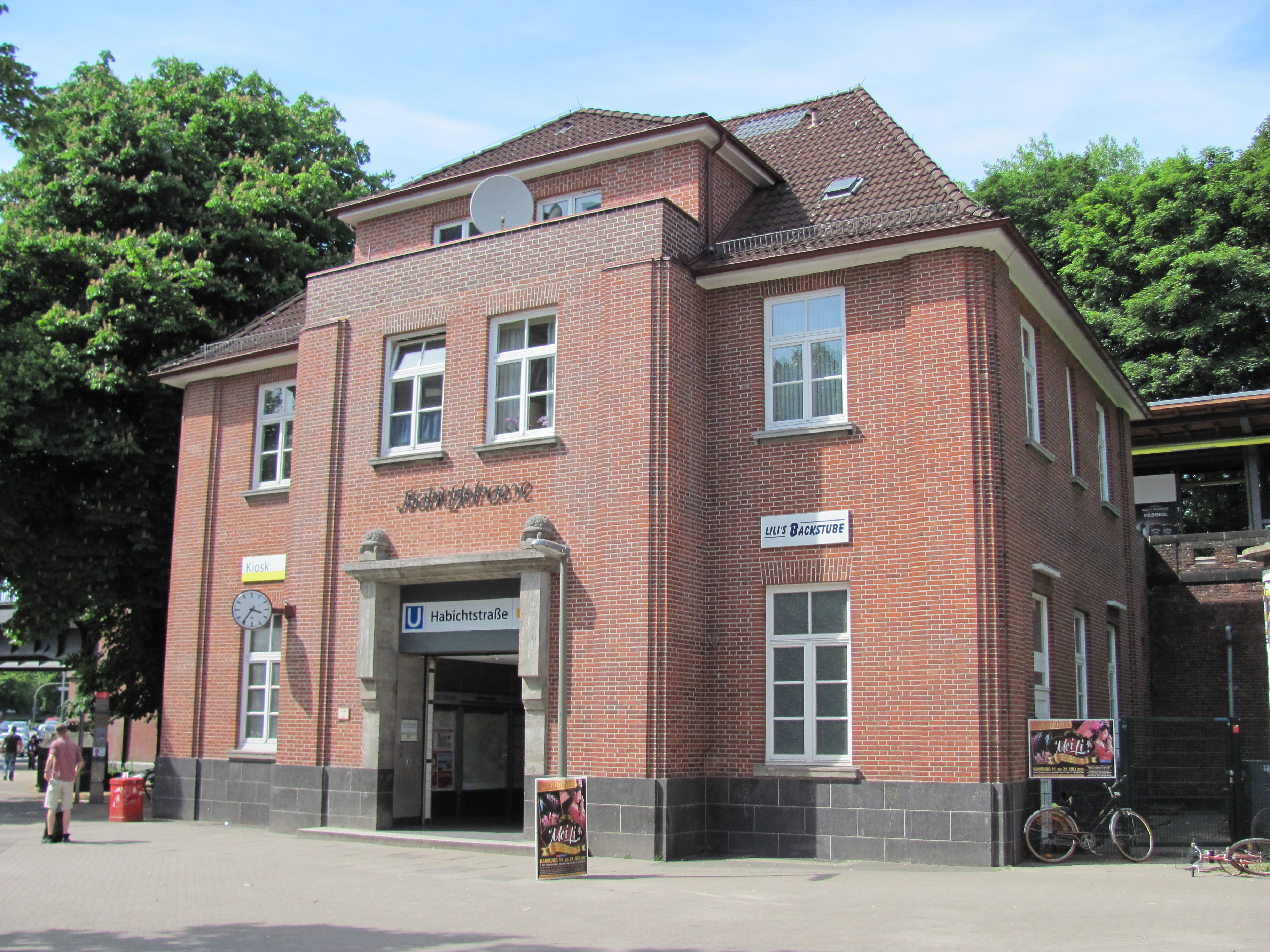
Zugangsgebäude

Der U-Bahnhof Habichtstraße ist eine Station der Hamburger U-Bahn-Linie U 3 im Stadtteil Barmbek-Nord. Das Kürzel der Station bei der Betreiber-Gesellschaft Hamburger Hochbahn lautet „HA“. Der U-Bahnhof hat werktags durchschnittlich 9589 Ein- und Aussteiger (mo–fr, 2019).

## Geschichte
Der U-Bahnhof wurde bereits ab 1912 als Bestandteil der Walddörferbahn in dem damals noch unbebauten Gebiet – das von Fritz Schumacher entgegen der ursprünglichen Anlage noch einmal völlig neu geplant wurde – gebaut. Bereits um 1916 war die Station baulich fertiggestellt, wurde aber erst 14 Jahre später, am 23. Juni 1930, eröffnet, nachdem die Gegend in den 1920er Jahren nach den Plänen Schumachers mit einer Blockrandbebauung inmitten von Grünanlagen besiedelt wurde. In der Zwischenzeit fuhren die Züge ohne Halt durch. Dies war nach dem Zweiten Weltkrieg erneut so, als angesichts der fast vollständigen Zerstörungen im umliegenden Barmbek-Nord die Züge bis 1948 meist ohne Halt durchfuhren.
Seit der Einführung des Drei-Linien-Systems 1963 war Habichtstraße eine Station der Linie U 2. Im Jahr 2009 änderte sich dies nach dem Linientausch, nun verkehrt hier die U 3.

## Anlage
Der Bahnhof befindet sich in Dammlage und verfügt jetzt über einen etwa 135 Meter langen Mittelbahnsteig. Der einzige Zugang ist auf dessen westlichen Seite, das mit Ziegelsteinen verblendete Empfangsgebäude steht südlich des Bahndamms. Ein zweiter Zugang auf der Ostseite ist in Planung.
1972/1973 wurde die Station modernisiert: Der obere Teil des alten Treppenhauses wurde abgerissen, hier wurde eine Rolltreppe ergänzt, der Bahnsteig wurde um 35 Meter verlängert, das Bahnsteigdach um 32 Meter, außerdem entstand ein neuer Warteraum. Während der Bauarbeiten wurde der Betrieb über einen provisorischen Zugang am östlichen Bahnsteigende zur Drosselstraße hin sichergestellt.
2003 gab es erneut umfangreiche Sanierungsarbeiten im Zuge einer Streckensperrung des Linienastes, um u. a. die dortigen Brücken zu sanieren. Der Bahnhof ist seit 2018 barrierefrei zugänglich. Die Bauarbeiten umfassten u. a. die Errichtung eines Aufzuges.
Zum Bahnhof Barmbek sind es 1.745 Meter, bis Wandsbek-Gartenstadt 1.430 Meter.

## Anbindung
Am U-Bahnhof Habichtstraße kann man in die Metrobus-Linie 28 sowie in einiger Entfernung (etwa 400 m) an der Haltestelle „U Habichtstraße (Steilshooper Str.)“ in die Metrobuslinie 17, die Buslinie 177 und die Nachtbuslinie 617 umsteigen. StadtRAD Hamburg verfügt seit Herbst 2015 über eine Station auf der gegenüberliegenden Seite der Habichtstraße, etwa 100 m entfernt.
| Linie | Verlauf |
| ----- | --- |
| U 3   | Barmbek – Saarlandstraße – Borgweg (Stadtpark) – Sierichstraße – Kellinghusenstraße – Eppendorfer Baum – Hoheluftbrücke – Schlump – Sternschanze – Feldstraße (Heiligengeistfeld) – St. Pauli – Landungsbrücken – Baumwall (Elbphilharmonie) – Rödingsmarkt – Rathaus – Mönckebergstraße – Hauptbahnhof Süd – Berliner Tor – Lübecker Straße – Uhlandstraße – Mundsburg – Hamburger Straße – Dehnhaide – Barmbek – (in Planung: Fuhlsbüttler Straße –) Habichtstraße – Wandsbek-Gartenstadt |